# Katarina Ivanović
Pour les articles homonymes, voir Ivanović.
Katarina Ivanović, née à Veszprém ou Székesfehérvár en Hongrie (l'empire d'Autriche) en 1811 ou 1817 et morte à Székesfehérvár le 22 septembre 1882, est une peintre serbe, ayant vécu principalement en Autriche/Autriche-Hongrie.

## Biographie
Après des études à Budapest, elle travailla à Belgrade de 1846 à 1847. Elle fut en outre le premier artiste serbe à séjourner à Paris après 1840. Elle est devenue célèbre pour ses natures mortes, mais aussi pour ses portraits, au style que certains ont qualifié d'« ingresque », en référence au peintre français Dominique Ingres.

## Galerie

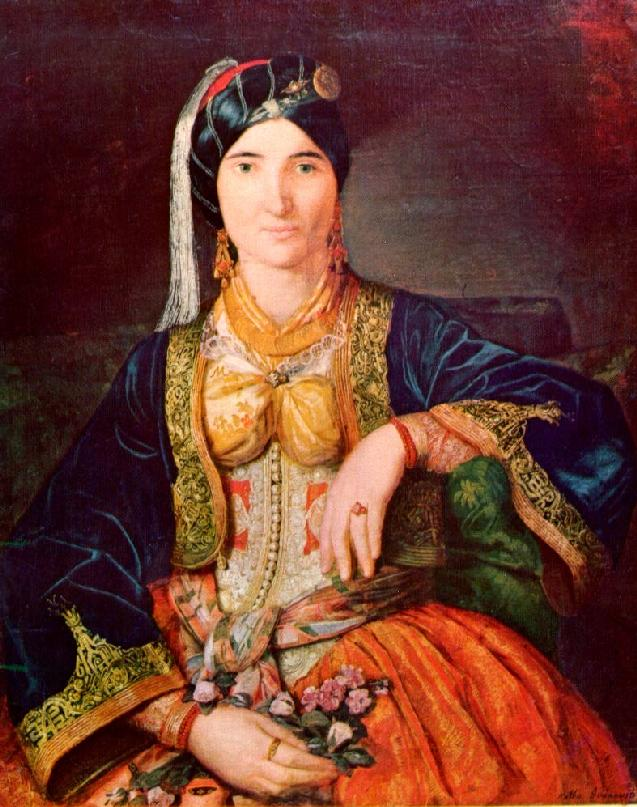
Persida Karađorđević
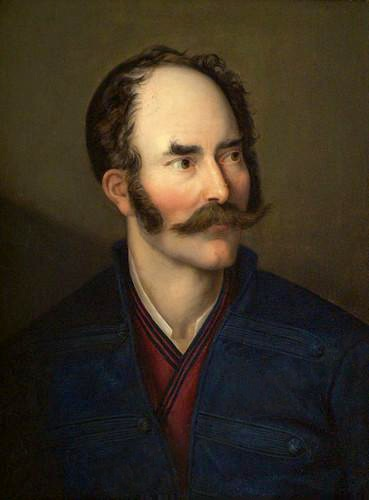
Sima Milutinović Sarajlija (1840)